# Tandur (Backofen)
Ein Tandur (Hindi तंदूर tandūr; Urdu تندور; englische Umschrift tandoor, armenisch թոնիր tonir; kurdisch tenûr, türkisch tandır; aserbaidschanisch təndir georgisch თონე tone) ist ein spezieller, mit Holzkohle, Holz oder bei modernen Typen mit Gas geheizter Backofen. Im Gegensatz zu Backöfen in anderen, v. a. westlicheren Regionen – Westanatolien, Länder der Levante, rund ums Mittelmeer und in Europa – wird ein Tandur nicht von vorn, sondern von oben mit Brennmaterial und zu backenden oder zu garenden Lebensmitteln beschickt. Einige Tanduröfen sind auch schräg aufgebaut.

## Verbreitung
Der Tandur ist Bestandteil der indischen Küche und der Küchen Mittelasiens, Kaukasiens, des Irans und des Iraks. Er ist vom östlichen Anatolien und vom östlichen Syrien bis in die zentralasiatischen Teile West-Chinas und bis Südasien und in Teilen Afrikas traditionell und damit z. B. auch Bestandteil der georgischen Küche, türkischen Küche, arabischen Küche (Irak, Ostsyrien, Golfregion), persischen Küche und usbekischen Küche.

## Aufbau

Aufbau eines gemauerten Tandurs

Ein Tandur besteht aus einem großen zylindrischen, aber nach oben enger werdenden, feuerfesten Tonkrug, der zum Schutz vor Verbrennungen entweder im Boden versenkt oder auf einem Fundament mit einer Mörtelschicht und anderen Materialien wie Lehm, Ziegeln oder Holz isoliert ist. Seltener ist die Brennkammer auch gemauert, in jüngerer Zeit werden auch teilweise elektrische Tandure aus Metall hergestellt. In Indien und benachbarten Ländern Südasiens gehört er heute meist zur Kücheneinrichtung. Die Holzkohle oder anderes Brennmaterial wird am Boden entzündet und der Ofen mindestens zwei Stunden vorgeheizt, bis er im unteren Bereich glühend heiß ist.

## Verwendung

### Brot
Der Tandur dient zum Backen von Fladenbroten wie Naan, Lavash und Chapati, die dazu an die oberen heißen Seitenwände gedrückt werden und nach dem Backen oft mit einem Feuerhaken wieder herausgezogen werden. Auch Gebäck, z. B. Samosa, kann im Tandur gebacken werden.

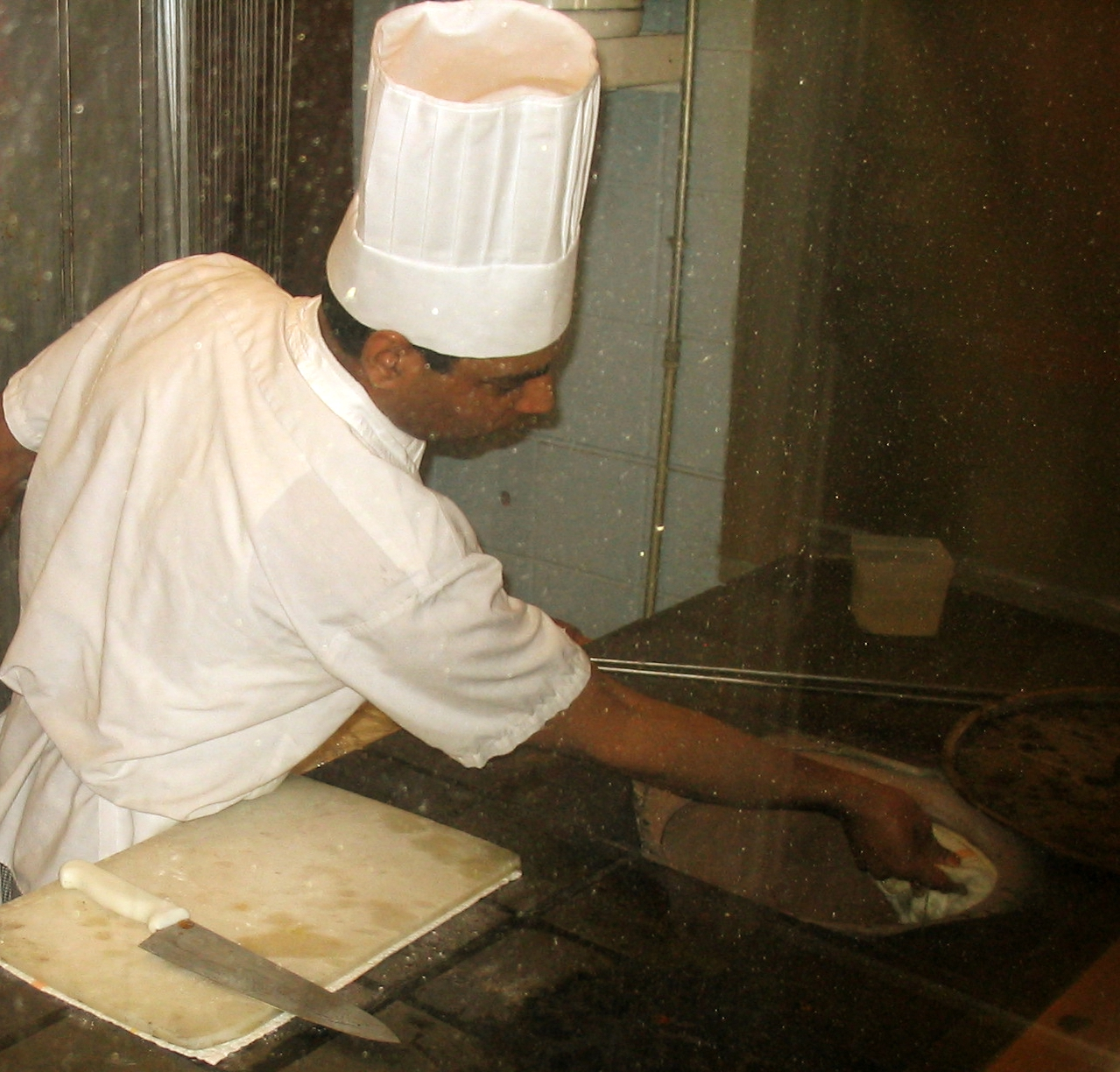
Eindrücken von Brot
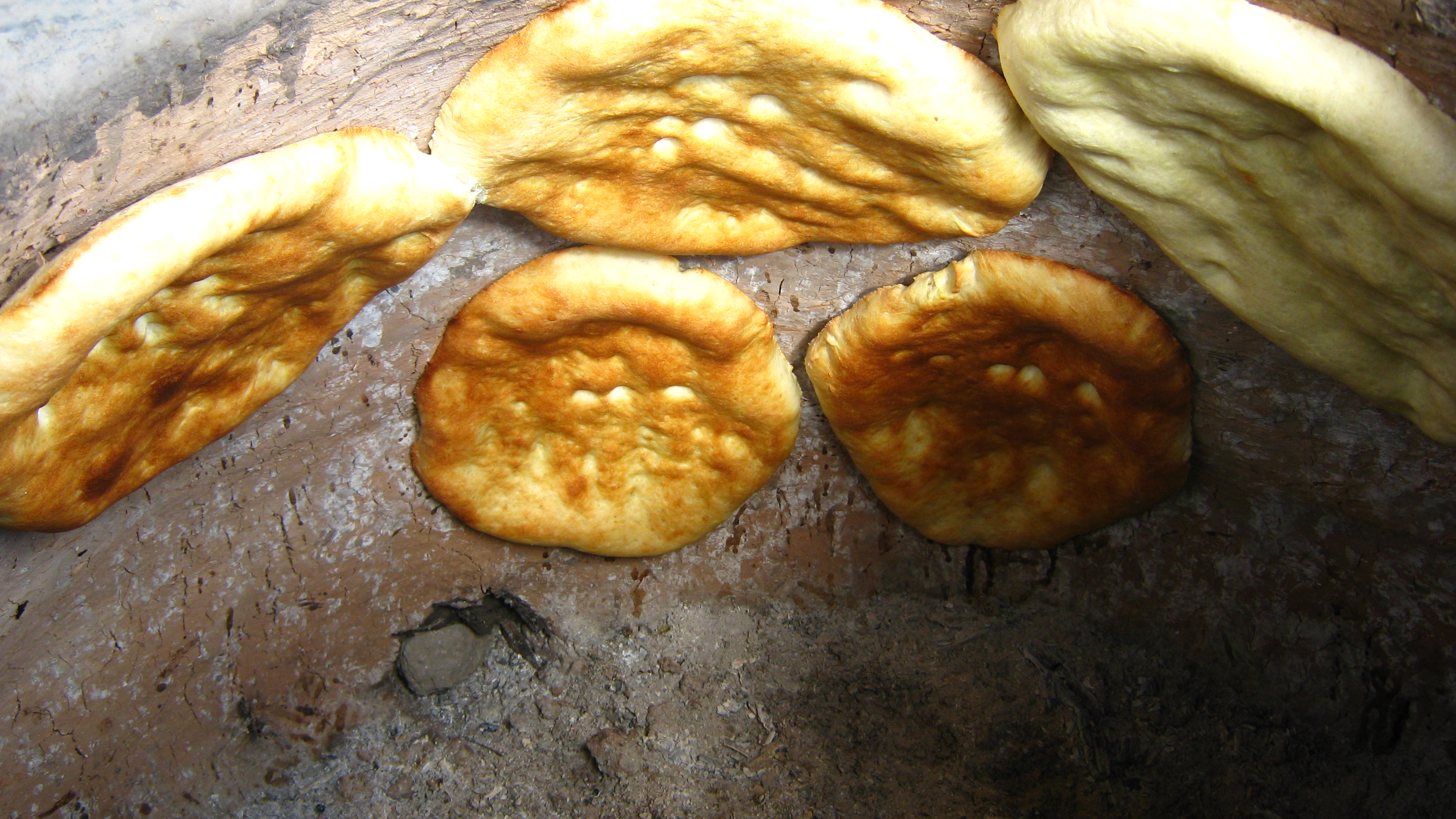
Brot an der Ofenwand
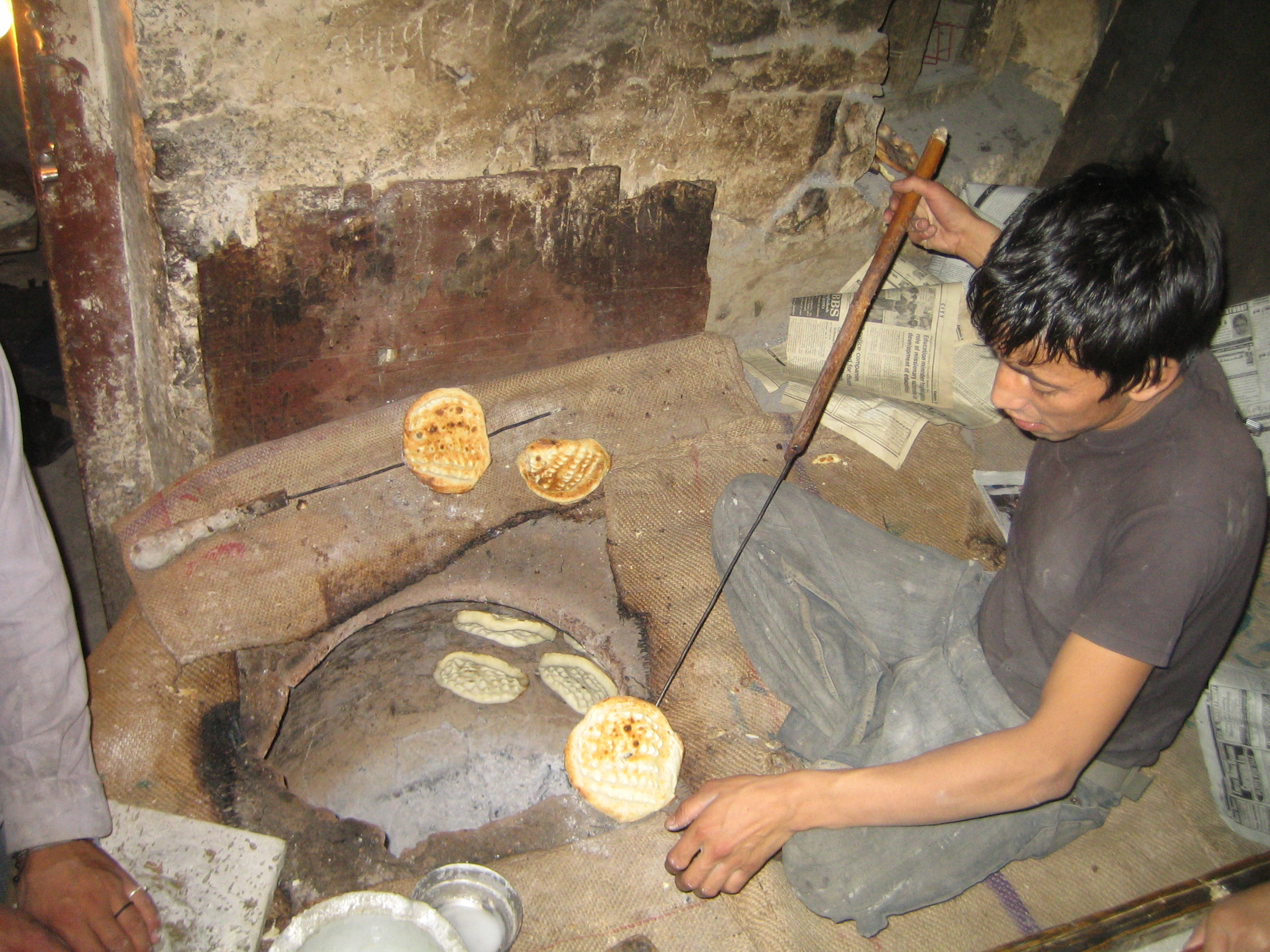
Herausziehen mit Feuerhaken

### Fleisch
Tandure werden auch zum Garen von Fleischgerichten verwendet, deren bekanntestes das Tanduri-Hähnchen (indisches Englisch tandoori chicken) ist. Typisch für diese Gerichte ist das Marinieren mit einer Mischung aus Joghurt, der Gewürzmischung Tanduri Masala, die ursprünglich aus der Küche von Rajasthan stammt und dem Fleisch eine kräftige, orangerote Farbe verleiht, oder weiteren Zutaten. Die Fleischstücke werden zum Garen auf Spieße gesteckt, die in den Ofen gestellt werden, um so den nötigen Abstand zur Glut zu haben.

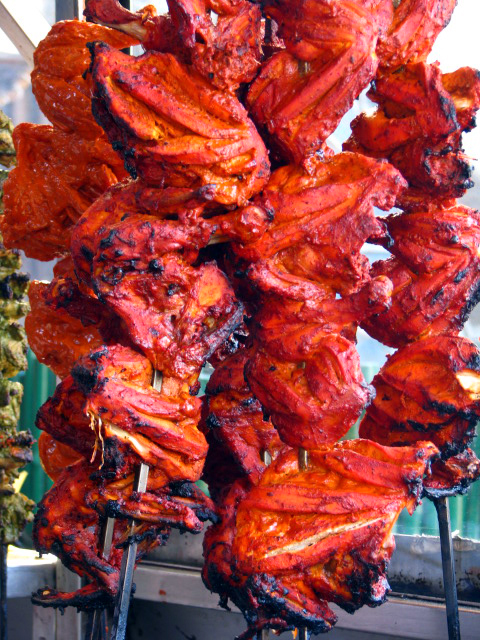
Indisches tandoori chicken
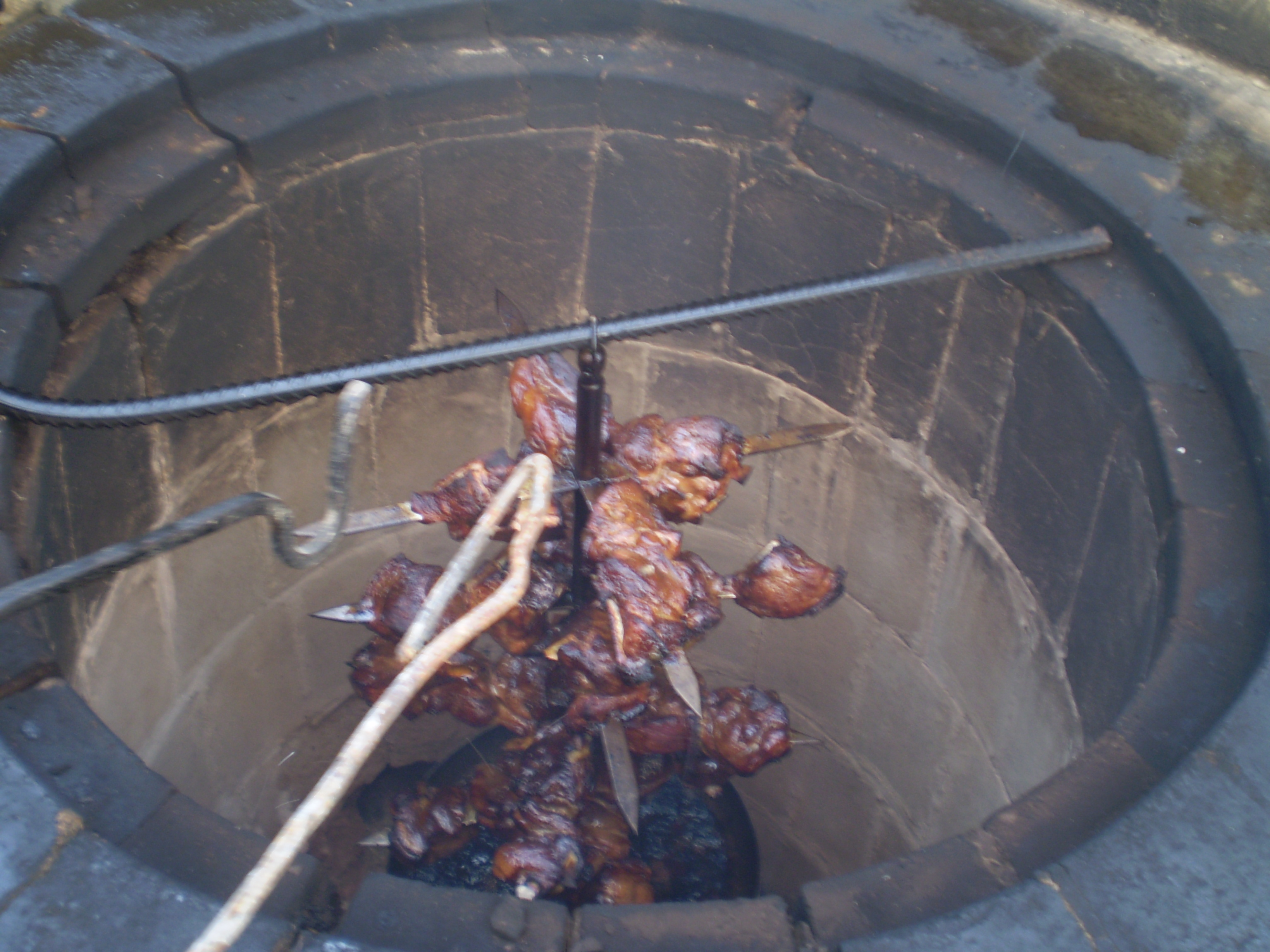
Mehrere Fleischspieße
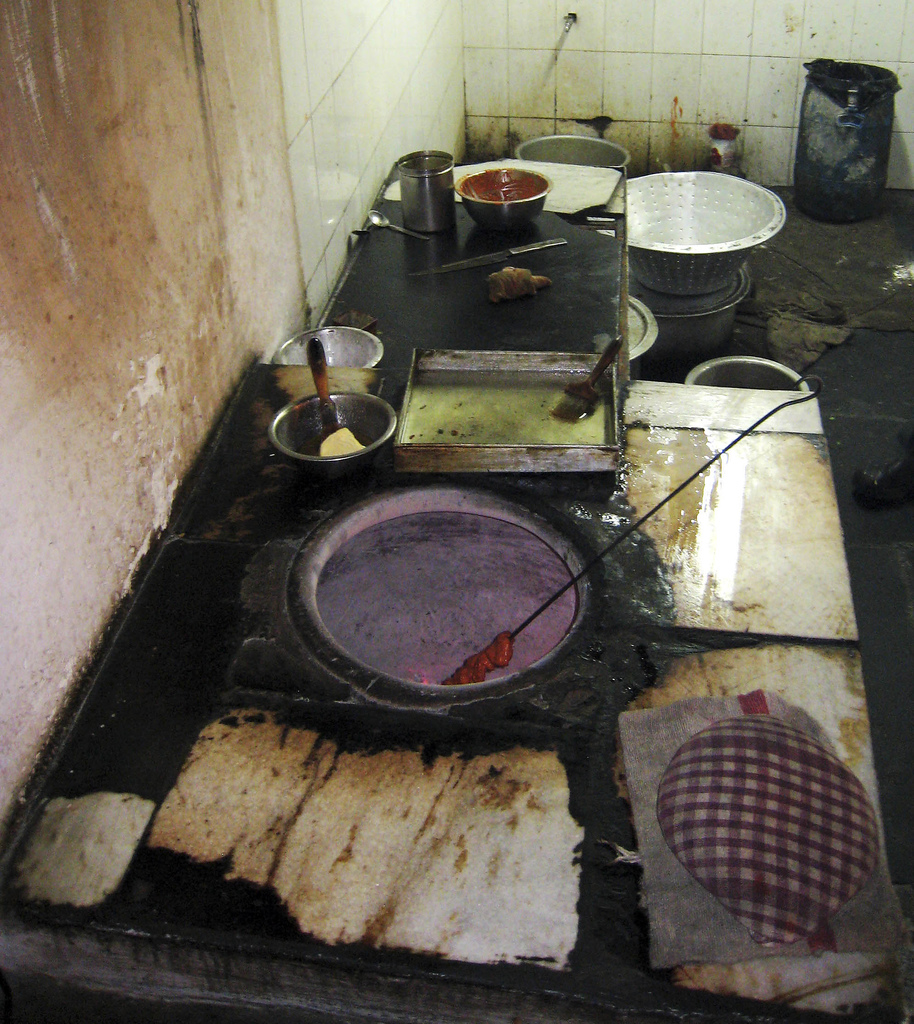
Einzelner Fleischspieß

## Immaterielles Weltkulturerbe
Im Jahr 2024 wurde „Tandir-Handwerk und Brotbacken in Aserbaidschan“ von der UNESCO in die Repräsentative Liste des immateriellen Kulturerbes der Menschheit aufgenommen.